# Ђандето Страдуци (Ређо Емилија)
Ђандето Страдуци је насеље у Италији у округу Ређо Емилија, региону Емилија-Ромања.
Према процени из 2011. у насељу је живело 21 становника. Насеље се налази на надморској висини од 642 м.